# Laurent Zoccoletti
Laurent Raphael Zoccoletti (* 17. November 1999) ist ein schweizerisch-italienischer Basketballspieler.

## Werdegang
Zoccoletti spielte ab dem fünften Lebensjahr Basketball beim Sportverein Tägerig und wechselte später in den Nachwuchsbereich der GC Zürich Wildcats. 2017 wechselte er nach Luzern zu Swiss Central Basketball. Als Mitglied der Mannschaft aus der Zentralschweiz gab er seinen Einstand in der Nationalliga A. 2020 schloss sich Zoccoletti dem BBC Nyon an, für den er ebenfalls in der höchsten Spielklasse der Schweiz antrat.
2022 wechselte er zu SAM Basket Massagno. In der Saison 2023/24 stand Zoccoletti beim isländischen Zweitligisten Ármann Karfa unter Vertrag. Er kam für die Mannschaft in 18 Einsätzen im Durchschnitt 11,5 Punkte sowie 10,5 Rebounds je Begegnung.
Zoccoletti nahm im Sommer 2024 ein Angebot des italienischen Drittligisten Bakery Basket Piacenza an.

### Nationalmannschaft
Zoccoletti war Schweizer Jugendnationalspieler, nahm in den Altersklassen U16 und U18 an B-Europameisterschaften teil. Im August 2022 bestritt er sein erstes A-Länderspiel.